# المعبده
المعبدةê ê یک منطقهٔ مسکونی در سوریه است که در استان حسکه واقع شده‌است.

## خصوصیات
المعبدةê ê ۱۵٬۷۵۹ نفر جمعیت دارد و ۴۷۰ متر بالاتر از سطح دریا واقع شده‌است.